# Pelazoneuron serra
Pelazoneuron serra là một loài dương xỉ thuộc họ Thelypteridaceae. Loài này được Olof Peter Swartz mô tả khoa học đầu tiên năm 1788.